# Pascal Feindouno
Pascal Feindouno (Conakry, 27 de fevereiro de 1981) é um ex-futebolista guinense, que jogava como atacante.

## Carreira
Passou por alguns times da França, sua melhor fase foi no Bordeaux entre 1998 e 2004.
Em fevereiro de 2011, foi confirmado que Pascal assinou contrato com o Monaco depois de ser sondado pelo Celtic e Wigan.
Em julho de 2012, ele assinou com o clube turco Elazığspor onde jogou até fevereiro de 2013. Em abril de 2013, retornou à Guinéa, para jogar por quatro meses pelo AS Kaloum Star.
Na seleção ele competiu no Campeonato Africano das Nações 2004, terminando em segundo no seu grupo na primeira fase da competição, antes de perder nas quartas de final para o Mali . Feindouno é maior artilheiro da seleção com 29 gols em 67 jogos.

## Títulos
- Bordeaux

Ligue 1: 1998/1999
- Lorient

Coupe de France: 2002